# Claudio Micheloni

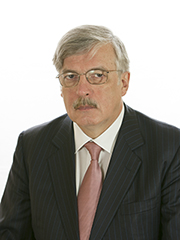
Claudio Micheloni

Claudio Micheloni (* 1. September 1952 in Campli, Provinz Teramo) ist ein in der Schweiz lebender auslanditalienischer Politiker.

## Leben
1960 wanderte Claudio Micheloni zusammen mit seiner Familie aus Italien aus und liess sich in Cortaillod im Kanton Neuenburg nieder, wo er noch heute wohnt. Als Immigrant engagierte sich Claudio Micheloni, der von Beruf Tiefbauzeichner ist, früh im sozialpolitischen Bereich und nahm verschiedene Ämter in mehreren Organisationen und Gremien ein.

## Sozialpolitische Karriere
1976 gründete er die Vereinigung der Emigranten aus den Abruzzen in der Schweiz (Federazione Emigrati Abruzzesi in Svizzera, FEAS) und war deren erster Präsident.
Von 1991 bis 2006 war er Mitglied des Generalrates der Italiener im Ausland (Consiglio Generale degli Italiani all’Estero, CGIE) in Rom. Dort war er von 1998 bis 2004 Mitglied im Präsidialkomitee und von 2004 bis 2006 Präsident der Kommission Staat, Regionen, Autonome Provinzen der CGIE. Parallel dazu war er von 1995 bis 2001 er Vizepräsident des Regionalrates für Emigration und Immigration der Region Abruzzen in Pescara (Consiglio Regionale per l'Emigrazione e l'Immigrazione della Regione Abruzzo, CREI).
Von 1997 bis 2000 war er Mitglied der Eidgenössischen Ausländerkommission (EAK) in Bern. Diese, 1970 vom Bundesrat gegründete Expertenkommission, war direkt dem Eidgenössischen Justiz- und Polizeidepartement (EJPD) zugeordnet und beriet den Bundesrat und das Departement in Migrationsfragen. Von 2002 bis 2006 war Claudio Micheloni Generalsekretär des Forums für die Integration der Migrantinnen und Migranten (FIMM) in Bern.
Seit 1997 ist Claudio Micheloni Präsident der Federazione delle Colonie Libere Italiane in Svizzera (FCLIS) sowie Geschäftsleitungsmitglied der Federazione Italiana Lavoratori Emigrati e Famiglie (FILEF) in Italien. Seit 2005 ist er zudem Geschäftsleitungsmitglied der Federazione Italiana Emigrazione Immigrazione (FIEI) in Italien.

## Politische Karriere
Die Änderung des italienischen Wahlrechts im Jahre 2002, mit der Auslandwahlkreise eingeführt und den Auslanditalienern eigene Parlamentssitze eingeräumt wurden, öffnete Claudio Micheloni die Möglichkeit, sich anlässlich der italienischen Parlamentswahlen von 2006 für ein Parlamentsmandat zu kandidieren. Bei diesen trat er für die Democratici di Sinistra an und erreichte den Einzug in den italienischen Senat.
Bei den vorgezogenen Parlamentswahlen von 2008 wurde Claudio Micheloni als Vertreter des Partito Democratico wiedergewählt.

## Privates
Claudio Micheloni ist verheiratet und Vater von zwei Kindern.